# Lijst van beschermd erfgoed in de gemeente Tandel
In deze lijst van beschermd erfgoed in de gemeente Tandel zijn alle geclassificeerde nationale monumenten van de Luxemburgse gemeente Tandel opgenomen.

## Monumenten per plaats

### Bettel
| Object   | Bouwjaar/architect | Locatie           | Datum beschermd?       | Coördinaten | Afbeelding |
| -------- | ------------------ | ----------------- | ---------------------- | ----------- | ---------- |
| Gebouwen |                    | Am Haff 2         | 26 september 2008 (MN) |             |            |
| Gebouwen |                    | Kierchestrooss 30 | 26 september 2008 (MN) |             |            |
| Gebouwen |                    | Kierchestrooss 32 | 11 januari 2008 (MN)   |             |            |

### Brandenbourg
| Object                                                                    | Bouwjaar/architect | Locatie           | Datum beschermd?       | Coördinaten                  | Afbeelding |
| ------------------------------------------------------------------------- | ------------------ | ----------------- | ---------------------- | ---------------------------- | ---------- |
| Ruïnes van het middeleeuwse kasteel van Brandenbourg, de volledige omvang |                    | Ieweschtgaass     | 15 april 1936 (MN)     | 49° 54' 46" NB, 6° 8' 16" OL |            |
| Gebouw genaamd Vieux Moulin de Brandenbourg                               |                    | rue Principale 1b | 24 september 1987 (IS) |                              |            |

### Longsdorf
| Object             | Bouwjaar/architect | Locatie   | Datum beschermd?      | Coördinaten | Afbeelding |
| ------------------ | ------------------ | --------- | --------------------- | ----------- | ---------- |
| Kapel en hermitage |                    | Marxbierg | 16 februari 1939 (MN) |             |            |

## Bron
- Liste des immeubles et objets classés monuments nationaux ou inscrits à l'inventaire supplémentaire